# Конкурс по броскам сверху НБА
Конкурс по броскам сверху НБА (официальное название AT&T Slam Dunk по названию титульного спонсора конкурса) проводится ежегодно в рамках звёздного уикенда НБА. Впервые конкурс был проведён в Американской баскетбольной ассоциацией (АБА) перед матчем всех звёзд АБА 1976 года в Денвере, в том же году соревнование по броскам сверху было введено и в студенческой лиге NCAA. В результате слияния АБА и НБА конкурс по броскам сверху не проводился на профессиональном уровне до 1984 года. Победитель в финальном раунде соревнований определялся посредством смс-голосования среди болельщиков до 2013 года.
Журнал Sports Illustrated писал: «Конкурс по броскам сверху — лучшее изобретение для перерыва со времен туалета».
В самом первом конкурсе лиги АБА в 1976 году победу одержал Джулиус Ирвинг, выступавший в то время за команду «Нью-Йорк Нетс». Победитель последнего соревнования (2023) Мак Маккланг из команды «Филадельфия Севенти Сиксерс».

## История

### Конкурс слэм-данков на матче всех звезд АБА в 1976 году
Первый в истории конкурс слэм-данков был проведен 27 января 1976 года на спортивной арене «Макниколс Спортс-арена» в Денвере в перерыве матча всех звёзд АБА 1976 года — последней игры всех звезд лиги перед завершением слияния АБА и НБА.
Каждый участник должен был выполнить пять данков подряд в течение двух минут, при этом время останавливалось после каждого броска, чтобы игрок мог спланировать следующую попытку.
В конкурсе участвовали пять человек: Первым стал Артис Гилмор из команды «Кентукки Колонелс», затем Джордж Гервин из команды «Сан-Антонио Спёрс», Ларри Кенон из команды «Сан-Антонио Спёрс», Дэвид Томпсон из команды «Денвер Наггетс» и, наконец, Джулиус Ирвинг из команды «Нью-Йорк Нетс».
Все участники должны были выполнить данк с десяти футов, но Джулиус Ирвинг исполнил его с линии штрафного броска, которая находится на расстоянии пятнадцати футов.

### Конкурс слэм-данков НБА 1976-77 годов
После десятилетнего запрета НБА вернула слэм-данк в регулярную игру в сезоне 1976-77 годов. В том же году НБА впервые провела конкурс по броскам сверху в качестве разового мероприятия, аналогичного мероприятию NBA Horse, которое состоялось в следующем сезоне. В перерыве каждой игры проводился конкурс слэм-данков один на один. 
На протяжении всего мероприятия на разных площадках выступали 22 участника — по одному от каждой команды лиги, в том числе будущие члены Зала славы баскетбола Карим Абдул-Джаббар, Алекс Инглиш, Джулиус Ирвинг, Джордж Гервин, Элвин Хейз, Мозес Мэлоун и Дэвид Томпсон. 
5 июня 1977 года в Портленде в перерыве финальной игры плей-офф бывший игрок АБА Дарнелл Хиллман был назван победителем того сезона, победив Ларри Макнилла из команды «Голден Стэйт Уорриорз».  

## Победители конкурса по броскам сверху в НБА с 1984 года
| Год  | Место проведения | Победитель         | Команда                     |
| ---- | ---------------- | ------------------ | --------------------------- |
| 1984 | Денвер           | Ларри Нэнс         | Финикс Санз                 |
| 1985 | Индианаполис     | Доминик Уилкинс    | Атланта Хокс                |
| 1986 | Даллас           | Спад Уэбб          | Атланта Хокс                |
| 1987 | Сиэтл            | Майкл Джордан      | Чикаго Буллз                |
| 1988 | Чикаго           | Майкл Джордан      | Чикаго Буллз                |
| 1989 | Хьюстон          | Кенни Уокер        | Нью-Йорк Никс               |
| 1990 | Майами           | Доминик Уилкинс    | Атланта Хокс                |
| 1991 | Шарлотт          | Ди Браун           | Бостон Селтикс              |
| 1992 | Орландо          | Седрик Себальос    | Финикс Санз                 |
| 1993 | Солт-Лейк-Сити   | Гарольд Майнер     | Майами Хит                  |
| 1994 | Миннеаполис      | Айзея Райдер       | Миннесота Тимбервулвз       |
| 1995 | Финикс           | Гарольд Майнер     | Майами Хит                  |
| 1996 | Сан-Антонио      | Брент Бэрри        | Лос-Анджелес Клипперс       |
| 1997 | Кливленд         | Коби Брайант       | Лос-Анджелес Лейкерс        |
| 1998 | Нью-Йорк         | не проводился      | не проводился               |
| 1999 | Филадельфия      | не проводился      | не проводился               |
| 2000 | Окленд           | Винс Картер        | Торонто Рэпторс             |
| 2001 | Вашингтон        | Десмонд Мэйсон     | Сиэтл Суперсоникс           |
| 2002 | Филадельфия      | Джейсон Ричардсон  | Голден Стэйт Уорриорз       |
| 2003 | Атланта          | Джейсон Ричардсон  | Голден Стэйт Уорриорз       |
| 2004 | Лос-Анджелес     | Фред Джонс         | Индиана Пэйсерс             |
| 2005 | Денвер           | Джош Смит          | Атланта Хокс                |
| 2006 | Хьюстон          | Нейт Робинсон      | Нью-Йорк Никс               |
| 2007 | Лас-Вегас        | Джеральд Грин      | Бостон Селтикс              |
| 2008 | Новый Орлеан     | Дуайт Ховард       | Орландо Мэджик              |
| 2009 | Финикс           | Нейт Робинсон      | Нью-Йорк Никс               |
| 2010 | Даллас           | Нейт Робинсон      | Нью-Йорк Никс               |
| 2011 | Лос-Анджелес     | Блэйк Гриффин      | Лос-Анджелес Клипперс       |
| 2012 | Орландо          | Джереми Эванс      | Юта Джаз                    |
| 2013 | Хьюстон          | Терренс Росс       | Торонто Рэпторс             |
| 2014 | Новый Орлеан     | Джон Уолл          | Вашингтон Уизардс           |
| 2015 | Бруклин          | Зак Лавин          | Миннесота Тимбервулвз       |
| 2016 | Торонто          | Зак Лавин          | Миннесота Тимбервулвз       |
| 2017 | Новый Орлеан     | Гленн Робинсон III | Индиана Пэйсерс             |
| 2018 | Лос-Анджелес     | Донован Митчелл    | Юта Джаз                    |
| 2019 | Шарлотт          | Хамиду Диалло      | Оклахома-Сити Тандер        |
| 2020 | Чикаго           | Деррик Джонс       | Майами Хит                  |
| 2021 | Атланта          | Анферни Саймонс    | Портленд Трэйл Блэйзерс     |
| 2022 | Кливленд         | Оби Топпин         | Нью-Йорк Никс               |
| 2023 | Солт-Лейк-Сити   | Мак Маккланг       | Филадельфия Севенти Сиксерс |
| 2024 | Индианаполис     | Мак Маккланг       | Орландо Мэджик              |
| 2025 | Сан-Франциско    | Мак Маккланг       | Орландо Мэджик              |

### Победители Слэм-данк контеста по командам
| Количество | Название команды                       | Последний раз |
| ---------- | -------------------------------------- | ------------- |
| 5          | Нью-Йорк Никс                          | 2022          |
| 4          | Атланта Хокс                           | 2005          |
| 3          | Орландо Мэджик                         | 2025          |
| 3          | Миннесота Тимбервулвз                  | 2016          |
| 3          | Майами Хит                             | 2020          |
| 2          | Чикаго Буллз                           | 1988          |
| 2          | Финикс Санз                            | 1992          |
| 2          | Голден Стэйт Уорриорз                  | 2003          |
| 2          | Бостон Селтикс                         | 2007          |
| 2          | Лос-Анджелес Клипперс                  | 2011          |
| 2          | Торонто Рэпторс                        | 2013          |
| 2          | Индиана Пэйсерс                        | 2017          |
| 2          | Юта Джаз                               | 2018          |
| 2          | Сиэтл Суперсоникс/Оклахома-Сити Тандер | 2019          |
| 1          | Лос-Анджелес Лейкерс                   | 1997          |
| 1          | Вашингтон Уизардс                      | 2014          |
| 1          | Портленд Трэйл Блэйзерс                | 2021          |
| 1          | Филадельфия Севенти Сиксерс            | 2023          |